# Hermann Havekost
Hermann Diedrich Havekost (* 13. Juni 1935 in Elsfleth; † 13. März 2012 in Oldenburg) war ein deutscher Bibliothekar und langjähriger Direktor der Universitätsbibliothek Oldenburg.

## Leben und Wirken
Hermann Havekost studierte Rechtswissenschaft an der Universität Mainz und legte die erste juristische Staatsprüfung 1962 ab. Die zweite Staatsprüfung folgte 1966 nach einer Tätigkeit als Verlagskaufmann und Gerichtsreferendar. Von 1967 bis 1970 betätigte er sich als Rechtsanwalt. Im Jahre 1966 trat er als Bibliotheksreferendar an der Staats- und Universitätsbibliothek Bremen in die Ausbildung für den höheren Bibliotheksdienst ein und absolvierte die Fachprüfung hierfür 1968 in Hamburg. Nach einer bibliothekarischen Tätigkeit an der Staats- und Universitätsbibliothek Bremen von 1968 bis 1974 wurde er der erste Direktor der neu gegründeten Universitätsbibliothek Oldenburg, die er bis zum Eintritt in den Ruhestand im Jahre 2000 leitete. Hier ging es um den Neuaufbau eines modernen EDV-gestützten Bibliotheks- und Informationssystem (BIS), verbunden mit der Einrichtung von Neubauten. U.a. gründete er in Oldenburg einen Universitätsverlag. Havekost arbeitete über Oldenburg hinaus in den bibliothekarischen Fachgremien und Vereinen intensiv mit.

## Schriften (Auswahl)
- Die Zuverlässigkeit der Anwendung von Verwaltungszwang durch öffentliche Bibliotheken bei der Rückforderung entliehener Bücher. Hamburg 1968.
- (Mitautor): Lesen lernen. ABC-Bücher, Fibeln und Lernmittel aus drei Jahrhunderten. Ausstellungskatalog. BIS, Oldenburg 1982, ISBN 3-8142-0056-X.
- (Mitautor): Mädchenbücher aus drei Jahrhunderten. Ausstellungskatalog. BIS, Oldenburg 1983, ISBN 3-8142-0078-0.
- Zwischen Schreiben und Lesen. Zum Konzept des Bibliotheks- und Informationssystems einer wissenschaftlichen Hochschule. In: Jürgen Lüthje (Hrsg.): Universität Oldenburg. Entwicklung und Profil. Holzberg. Oldenburg 1984, ISBN 3-87358-194-9, S. 265–280.
- Überlegungen zur Zukunft der wissenschaftlichen Bibliothekare. In: Wolfgang Dietz (Hrsg.): Festschrift für Hildebert Kirchner zum 65. Geburtstag. Beck, München 1985, ISBN 3-406-31013-3, S. 117–135.
- (Mitautor): Künstlerbücher, Buchobjekte [Ausstellungskatalog]. BIS, Oldenburg 1986, ISBN 3-8142-0152-3.
- Überlegungen zur Kosten-Nutzen-Rechnung in den Empfehlungen des Wissenschaftsrates zum Magazinbedarf wissenschaftlicher Bibliotheken. In: Zeitschrift für Bibliothekswesen und Bibliographie, Bd. 35 (1988), S. 1–31.
- (Hrsg./Mitautor): URICA Oldenburg. Zur Praxis und Weiterentwicklung des Bibliotheksautomatisierungssystems URICA in Oldenburg. BIS, Oldenburg 1989, ISBN 3-8142-0309-7.
- KIBUM und die Forschung. In: Klaus Klattenhoff (Hrsg.): Bildung als Aufklärung. Hans-Dietrich Raapke gewidmet. BIS, Oldenburg 1993, ISBN 3-8142-0352-6, S. 605–621.
- BISMAS 2.0. Bibliographisches Informationssystem zur maschinellen Ausgabe und Suche. BIS, Oldenburg 1995, ISBN 3-8142-0517-0.
- Das Problem Sacherschließung durch systematische und verbale Klassifikation. Ein Ortungsversuch. In: ders. (Hrsg.): Aufbau und Erschliessung begrifflicher Datenbanken. Beiträge zur bibliothekarischen Klassifikation. BIS, Oldenburg 1995, ISBN 3-8142-0505-7, S. 69–94.
- Wandlungen in der wissenschaftlichen Information. Die moderne Bibliothek als Bindeglied zwischen Forschung und Lehre. BIS, Oldenburg 1995, ISBN 3-8142-1072-7.
- Technische Entwicklung und bibliothekarische Organisation. Eine spekulative Projektion auf die Zukunft. In: Uwe Jochum (Hrsg.): Der Ort der Bücher.  Festschrift für Joachim Stoltzenburg zum 75. Geburtstag. Universitätsverlag Konstanz, 1996, ISBN 3-87940-577-8, S. 129–140.
- Die Neugründung der Universitätsbibliothek Bremen. Aufbau einer Reformbibliothek. Ed. Plattform, Bremen 2010.